# Casey Nelson
Casey Nelson, född 18 juli 1992, är en amerikansk professionell ishockeyspelare som spelar för Buffalo Sabres i National Hockey League (NHL). Han har spelat på lägre nivåer för Minnesota State Mavericks (Minnesota State University Mankato) i National Collegiate Athletic Association (NCAA) och Alaska Avalanche och Johnstown Tomahawks i North American Hockey League (NAHL).
Nelson blev aldrig draftad av någon NHL-organisation.

## Statistik
| 2010–2011   | Alaska Avalanche          | NAHL        | 29  | 1  | 5  | 6  | 8  | — | — | — | — | — |
| 2011–2012   | Alaska Avalanche          | NAHL        | 56  | 1  | 19 | 20 | 14 | — | — | — | — | — |
| 2012–2013   | Johnstown Tomahawks       | NAHL        | 56  | 10 | 22 | 32 | 42 | 2 | 0 | 0 | 0 | 0 |
| 2013–2014   | Minnesota State Mavericks | NCAA        | 19  | 1  | 4  | 5  | 6  | — | — | — | — | — |
| 2014–2015   | Minnesota State Mavericks | NCAA        | 40  | 7  | 26 | 33 | 16 | — | — | — | — | — |
| 2015-2016   | Buffalo Sabres            | NHL         | 7   | 0  | 4  | 4  | 8  | — | — | — | — | — |
|             | Minnesota State Mavericks | NCAA        | 40  | 6  | 16 | 22 | 22 | — | — | — | — | — |
| 2016-2017   | Buffalo Sabres            | NHL         | 11  | 0  | 0  | 0  | 4  | — | — | — | — | — |
|             | Rochester Americans       | AHL         | 58  | 7  | 14 | 21 | 24 | — | — | — | — | — |
| 2017-2018   | Buffalo Sabres            | NHL         | 37  | 3  | 5  | 8  | 8  | — | — | — | — | — |
|             | Rochester Americans       | AHL         | 38  | 2  | 9  | 11 | 16 | — | — | — | — | — |
| NHL totalt  | NHL totalt                | NHL totalt  | 55  | 3  | 9  | 12 | 20 | — | — | — | — | — |
| AHL totalt  | AHL totalt                | AHL totalt  | 96  | 9  | 23 | 32 | 40 | — | — | — | — | — |
| NCAA totalt | NCAA totalt               | NCAA totalt | 99  | 14 | 46 | 60 | 44 | — | — | — | — | — |
| NAHL totalt | NAHL totalt               | NAHL totalt | 141 | 12 | 46 | 58 | 64 | 2 | 0 | 0 | 0 | 0 |